# Alimimuni Piek
L'Alimimuni Piek o Pico da Montanha Alimimune (728 m) è un monte del Suriname nel Sipaliwini vicino al confine con il Brasile. Dalle sue pendici nascono il Tapanahony che confluisce nel Maroni.
Il monte è conosciuto anche con il nome in portoghese Pico da Montanha Alimimune.